# Биоко

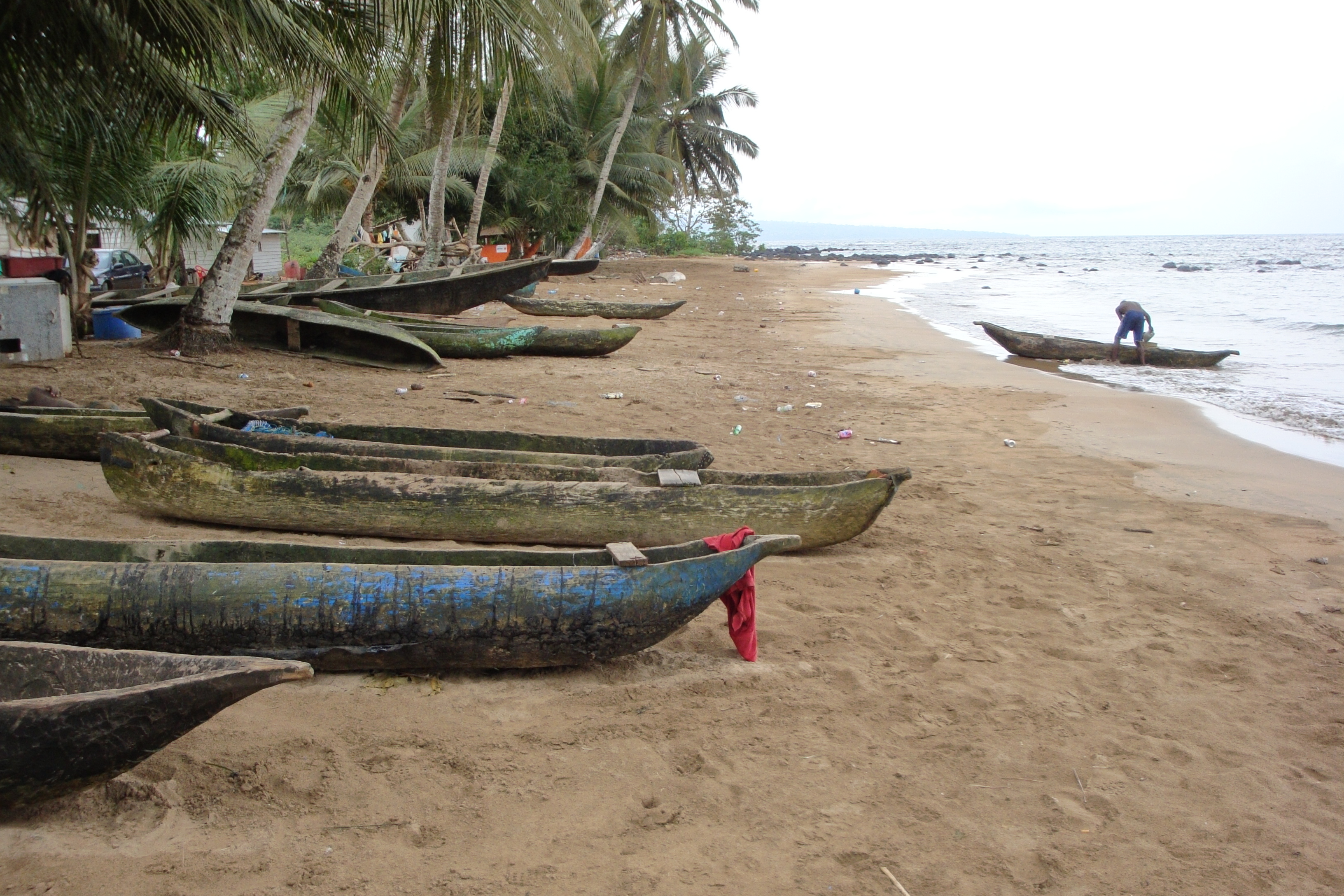
Пляж Арена Бланка, остров Биоко

Био́ко (исп. Bioko), до 1973 года — Ферна́ндо-По (исп. Fernando Poo), в 1973—1979 годах — Маси́ас-Нге́ма-Бийо́го (исп. Macias Nguema Bijogo) — остров в заливе Биафра (составная часть Гвинейского залива) Атлантического океана, самый крупный из островов, принадлежащих Экваториальной Гвинее; на нём расположена столица этого государства — город Малабо.

## Название
Первым из европейцев остров открыл в 1471 году португалец Фернандо По и назвал его Формоза. Позже остров был назван в честь первооткрывателя Фернандо-По. В ходе кампании по смене европейских географических названий на африканские остров в 1973 году был переименован в Масиас-Нгема-Бийого в честь первого президента Экваториальной Гвинеи Масиаса Нгемы, после свержения которого был переименован в Биоко (в 1979 году).

## География
Длина 70 км, ширина 30 км, площадь 2017 км². Берега крутые, опасные для высадки. Остров гористый, вулканического происхождения. Возник при слиянии нескольких вулканических конусов высотой до 3011 м (гора Пико-Басиле, высшая точка всей страны). Будучи образована пеплом потухшего вулкана, почва на Биоко особенно богата микроэлементами, что способствует быстрому росту деревьев и виноградных лоз. Местные фермеры должны прилагать множество усилий, чтобы препятствовать буйному росту виноградных лоз, подавляющих плантации какао. Горные склоны покрыты влажными тропическими лесами.
Есть национальный парк.
Климат экваториальный, влажный (осадков до 2500 мм в год).
На небольшом расстоянии от северо-восточного побережья острова Биоко расположен островок Горацио с маяком.

## История
Остров с момента открытия европейцами и до 1778 года принадлежал Португалии, после чего по договору в Эль-Пардо перешёл к Испании.
Но уже через три года на острове не осталось ни одного испанского колониста, и о нём совершенно забыли. В 1827 году Великобритания, якобы с согласия Испании, основала на острове город Порт-Кларенс для защиты берега и дельты реки Нигер, а также в качестве пункта для развития торговли и миссионерской деятельности. В 1845 году Испания заявила свои права на остров, и британцы были изгнаны.
За Испанией остров оставался до 1968 года, после чего вошёл в состав Экваториальной Гвинеи.

## Население

Национальный флаг буби

Коренные жители Биоко — буби. Когда в 1968 году страна стала полностью независимой от Испании, к власти пришёл Франсиско Масиас Нгема, который негативно относился к буби. Это привело к эмиграции буби в Испанию и другие страны, их численность в Экваториальной Гвинее сократилась с 300 тыс. до 80 тыс. человек. При режиме Нгемы было казнено, погибло в тюрьмах или эмигрировало более 2/3 народа буби. Также на острове проживают фернандино (потомки англоязычных освобожденных рабов, которые обосновались на Биоко в XIX веке), испанцы, эмигранты из Мбини, Нигерии и Камеруна. В современном официозе доминирует испанский язык, который постепенно оттеснил креольский английский, преобладавший здесь до конца XIX века. Таким образом, Биоко — это одна из немногих территорий мира, где английский язык сдал свои позиции в XX веке.
Буби составляют 58% населения острова.

## Административное деление
На острове расположены 2 провинции — Северный Биоко и Южный Биоко.

## Экономика
Производство какао. Главный порт — Малабо.

## В культуре
Упоминается в «Айболите»:
Мы живём на Занзибаре,

В Калахари и Сахаре,

На горе Фернандо-По,

Где гуляет Гиппо-по

По широкой ЛимпопоКорней Чуковский
На Фернандо-По происходит основное действие фильма Гая Ричи Министерство неджентльменских дел.